# Bruce Westerman
Bruce Eugene Westerman (Hot Springs, Arkansas; 18 de noviembre de 1967) es un político estadounidense que se desempeña como representante de los Estados Unidos por el 4.º distrito congresional de Arkansas. Anteriormente, se desempeñó como miembro y líder de la mayoría de la Cámara de Representantes de Arkansas.
En 2014, fue elegido para la Cámara para suceder a Tom Cotton, quien derrotó al senador Mark Pryor en las elecciones al Senado de 2014.

## Biografía

### Primeros años y educación
Se crio y reside en Hot Springs, Arkansas. Se graduó como valedictorian en Fountain Lake High School. Asistió a la Universidad de Arkansas en Fayetteville, donde jugó fútbol americano para el equipo de fútbol Arkansas Razorbacks. Se graduó con una licenciatura en Ingeniería en 1990 y posteriormente recibió una maestría en Silvicultura en la Universidad Yale.

### Cámara de Representantes de Estados Unidos
En 2015, copatrocinó una resolución para enmendar la Constitución con tal de prohibir el matrimonio entre personas del mismo sexo.
El 20 de junio de 2017, como el único silvicultor certificado en la Cámara, presentó el proyecto H. R. 2936 - Ley de Bosques Federales Resilientes de 2017, que prevé la eliminación de bosques administrados por el gobierno federal que crecen demasiado. Después de aprobarse en la Cámara, se presentó en el Senado el 2 de noviembre de 2017, donde se estancó debido a la oposición de los demócratas presionados por ambientalistas anti-tala.
Votó a favor de la Ley de Empleos y Reducción de Impuestos de 2017.
En diciembre de 2020, fue uno de los 126 miembros republicanos de la Cámara de Representantes que firmaron un amicus curiae en apoyo de Texas v. Pensilvania, una demanda presentada en la Corte Suprema de los Estados Unidos impugnando los resultados de las elecciones presidenciales de 2020, en las que Joe Biden derrotó  al titular Donald Trump. La Corte Suprema se negó a escuchar el caso sobre la base de que Texas carecía de legitimación conforme al Artículo III de la Constitución para impugnar los resultados de una elección realizada por otro estado.
Durante los disturbios del Capitolio de 2021, Westerman, que quedó en la oficina del líder de la minoría de la Cámara de Representantes, Kevin McCarthy, cuando fue evacuado por seguridad, tomó una espada de la guerra civil de una exhibición rota para protegerse y se escondió de los alborotadores en un baño.
Hasta octubre de 2021, había votado de acuerdo con la posición declarada de Joe Biden el 8 % de las veces.